# چربی‌گریزی
چربی‌گریزی (به انگلیسی: lipophobicity یا oleophobic) به ویژگی شیمیایی ضدچربی که برخی مواد دارند گفته می‌شود.
مواد چربی‌گریز محلول در چربی نیستند، یا به عبارتی چربی را جذب نمی‌کنند.
آب معروف‌ترین چربی‌گریز است.

## کاربرد
در برخی گوشی‌های تلفن همراه که دارای صفحهٔ لمسی هستند، از «پوشش چربی‌گریز» استفاده شده‌است. در این گوشی‌ها اثر انگشت چرب روی صفحه باقی نمی‌مانَد.